# 사랑의 찬가 (2001년 드라마)
《사랑의 찬가》는 2001년 4월 13일에 MBC에서 방영한 베스트극장이다. 김다은의 소설 《위험한 상상》을 원작으로 하고 있다.

## 등장 인물

### 주요 인물
- 임호 : 현세 역
- 조미령 : 미란 역
- 최지연 : 수정 역

### 그 외 인물
- 김인태
- 김주명
- 홍은희
- 김주영
- 이한수
- 최항석
- 최재호
- 이명숙
- 차영옥
- 김세민
- 이승형
- 최형석
- 백종헌
- 김동욱
- 윤희주
- 문보연
- 한은정